# Plateau de Chambaran
Le plateau de Chambaran, ou plus simplement les Chambarans au niveau local, se situe dans le département français de l'Isère et en limite orientale du département de la Drôme. C'est une région naturelle fortement boisée classée en tant zone naturelle d'intérêt écologique, faunistique et floristique et abritant un parc naturel privé fermé de 240 ha.
Ce plateau, dont le point culminant est situé sur le territoire de la commune de Plan à 789 mètres d'altitude, est couvert en grande partie par un massif forestier du même nom a donné son nom à une abbaye et un camp militaire. L'installation d'un centre de loisirs du même nom était également prévue, mais le projet entraînait des polémiques entretenues par les défenseurs de la nature et les militants écologistes qui voulaient préserver cette zone encore très rurale et peu peuplée. Finalement, le projet a été abandonné le 8 juillet 2020, à la suite de l'annonce du groupe Pierre & Vacances.

## Géographie

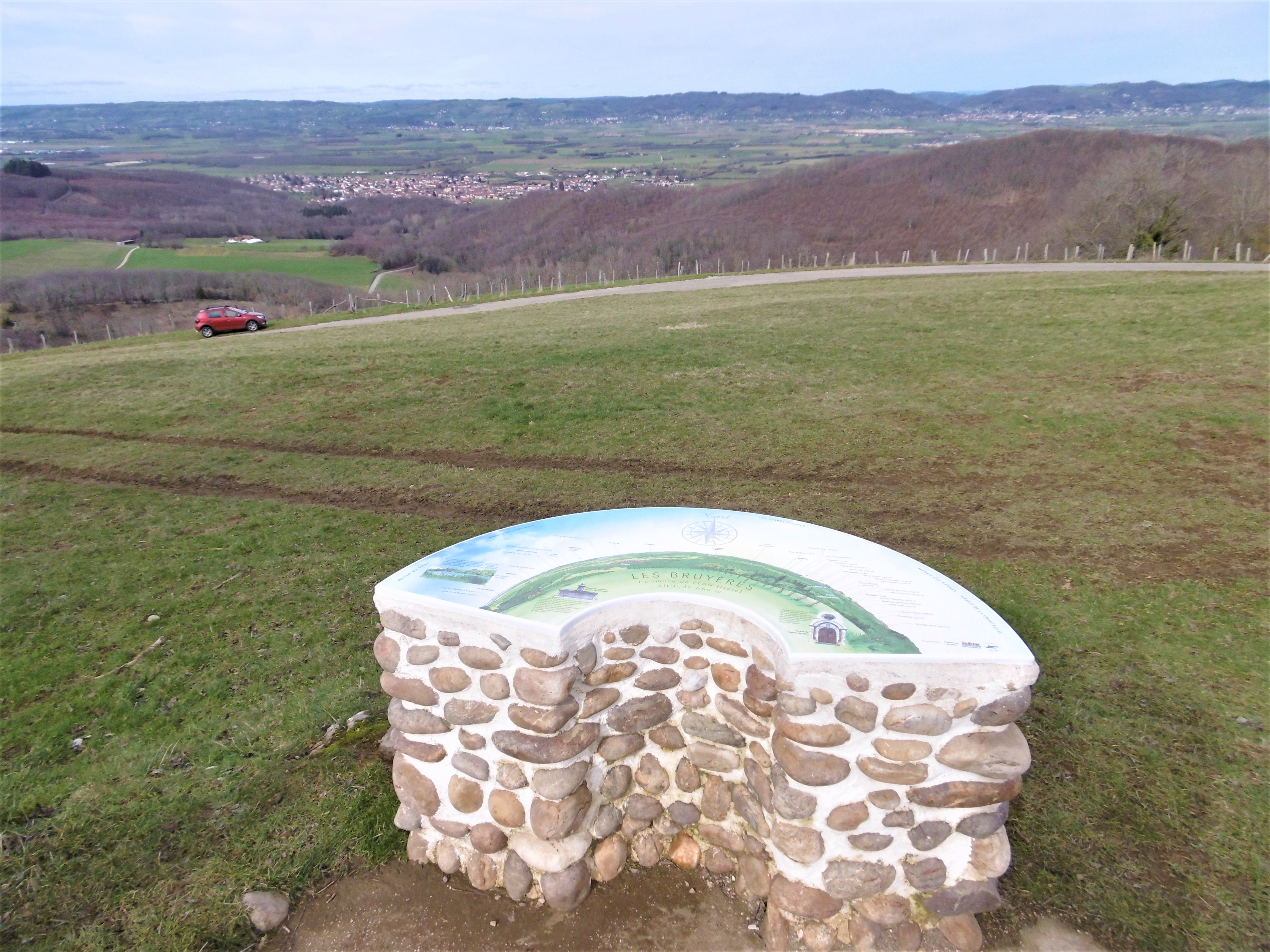
Table d'orientation des Bruyères, Camp de César, point culminant du plateau de Chambaran

### Situation, topographie
Le plateau de Chambaran se situe dans l'Ouest du département de l'Isère en débordant légèrement sur la partie septentrionale du département de la Drôme dite Drôme des Collines entre les communes de Tullins, de Saint-Siméon-de-Bressieux et de Saint-Marcellin et dont la commune de Roybon forme approximativement le centre géographique.
Ce plateau présente une altitude moyenne de 600 à 700 m qui domine de façon abrupte la plaine de l’Isère à l’est, mais il s’incline doucement vers l’ouest sur le territoire du département de la Drôme. Il est entaillé de plusieurs vallées dont celle de la Galaure mais aussi par de nombreux petits cours d’eau permettant d'offrir un paysage de collines boisées. 
Le point culminant atteint 789 m au sommet de l'oppidum du Camp de César, sur la commune de Plan. Il donne au sud sur le massif du Vercors, dont la vallée de l'Isère le sépare. Au nord, il est séparé des Terres froides par la plaine de Bièvre.
Les principaux cols routiers du plateau sont (dans l'ordre d'altitude), le col Lachard (698 m), le col de Châtain (685 m), le col de la Croix de Toutes Aures (628 m), le col de Parménie (578 m) et le col de la Madeleine (494 m).

### Géologie
Le plateau du Chambaran est une vaste zone géographique argileuse du Bas Dauphiné.
Cette région appartient au sillon molassique périalpin qui comprend le Bas Dauphiné et l'Est lyonnais. Elle se présente sous la forme d'un triangle limité par le rebord sud-ouest du Bugey, le cours du Rhône et la bordure nord-ouest du Vercors. À l'intérieur de ce secteur, deux petits massifs, le plateau de Chambaran, situé au sud et celui de la forêt de Bonnevaux, positionné au nord, forment une saillie au-dessus des plaines et sont séparés l'un de l'autre par la dépression de la Bièvre-Valloire, alors que la basse vallée de l'Isère s'étend entre le plateau de Chambaran et le Vercors.

### Climat
Du fait du relief peu accentué, les masses d'air venues du nord et du sud circulent aisément. Les températures nocturnes sont assez fraîches à proximité des secteurs situés en altitude et orientés vers le nord.
Ci-dessous, le tableau des températures minimales et maximales pour l'année 2017, enregistrée sur le territoire de la commune de Roybon, situé au cœur du massif forestier de Chambaran, en 2017 :
| Mois                              | jan. | fév. | mars | avril | mai  | juin | jui. | août | sep. | oct. | nov. | déc. |
| --------------------------------- | ---- | ---- | ---- | ----- | ---- | ---- | ---- | ---- | ---- | ---- | ---- | ---- |
| Température minimale moyenne (°C) | −5,8 | 1,2  | 4,6  | 4,9   | 10,3 | 15,8 | 15,9 | 15,4 | 9,5  | 6,2  | 1,6  | −1,2 |
| Température maximale moyenne (°C) | 2,7  | 13,6 | 17,5 | 19,1  | 23,6 | 29,2 | 28,8 | 28,6 | 21,7 | 20,5 | 10,2 | 5,5  |

## Histoire

### Préhistoire, Antiquité et Moyen Âge
Dès le XIVe siècle et jusqu'au XVIIIe siècle, plusieurs verreries se sont implantées autour du village de Varacieux, car leurs propriétaires trouvaient sur le plateau le bois nécessaire à l’alimentation des fours.

### Époque contemporaine
Durant la Seconde Guerre mondiale, les bois de Chambaran ont servi de refuge et de base arrière à la Résistance de cette région et du maquis du Vercors,.
Des bagnards du fort d'Aiton, près d'Albertville, étaient affectés dans les années 1960-1970 au camp militaire de Chambaran. Ils étaient revêtus de la tenue de 1940 (treillis blanc, calot à grandes pointes) et étaient chaussés de sabots. Il y avait un bagne en dessous du fort supérieur d'Aiton. Le fort d'Aiton connut en effet une affectation spéciale lorsque, en 1962, il reçut les « pensionnaires » du centre disciplinaire de l'armée française ou, plus précisément, la Compagnie spéciale des troupes métropolitaines, dissoute en 1972.

## Toponymie
On trouve la forme Sylva de Cambaran dans une charte datée de 1062. On trouve encore bois de Chamberan au XVIIIe siècle.
Les deux hypothèses sur l'origine du nom
1. Une première hypothèse veut que Chambaran signifie « champs bon à rien »[12] car les champs étaient considérés comme baran (« bon à rien » en francoprovençal)[13]. Elle peut paraître erronée du fait qu'il s'agit d'une forêt ancienne.
2. Une seconde hypothèse la fait parvenir du celtique cambo, « courbe de rivière »[14], ou ayant le sens de « hauteur arrondie » avec les suffixes -ar et -anum[13].

## Écologie
Le plateau de Chambaran abrite un parc naturel clos de 240 hectares, constitué de forêts vallonnées et d'étangs (étang  Revel, étang des Essarts, etc.), et accueillant une faune riche (cervidés, sangliers, rongeurs, oiseaux...), ainsi qu'un camp militaire.
Le plateau est classé à l'inventaire national du patrimoine naturel.

## Lieux, monuments et activités

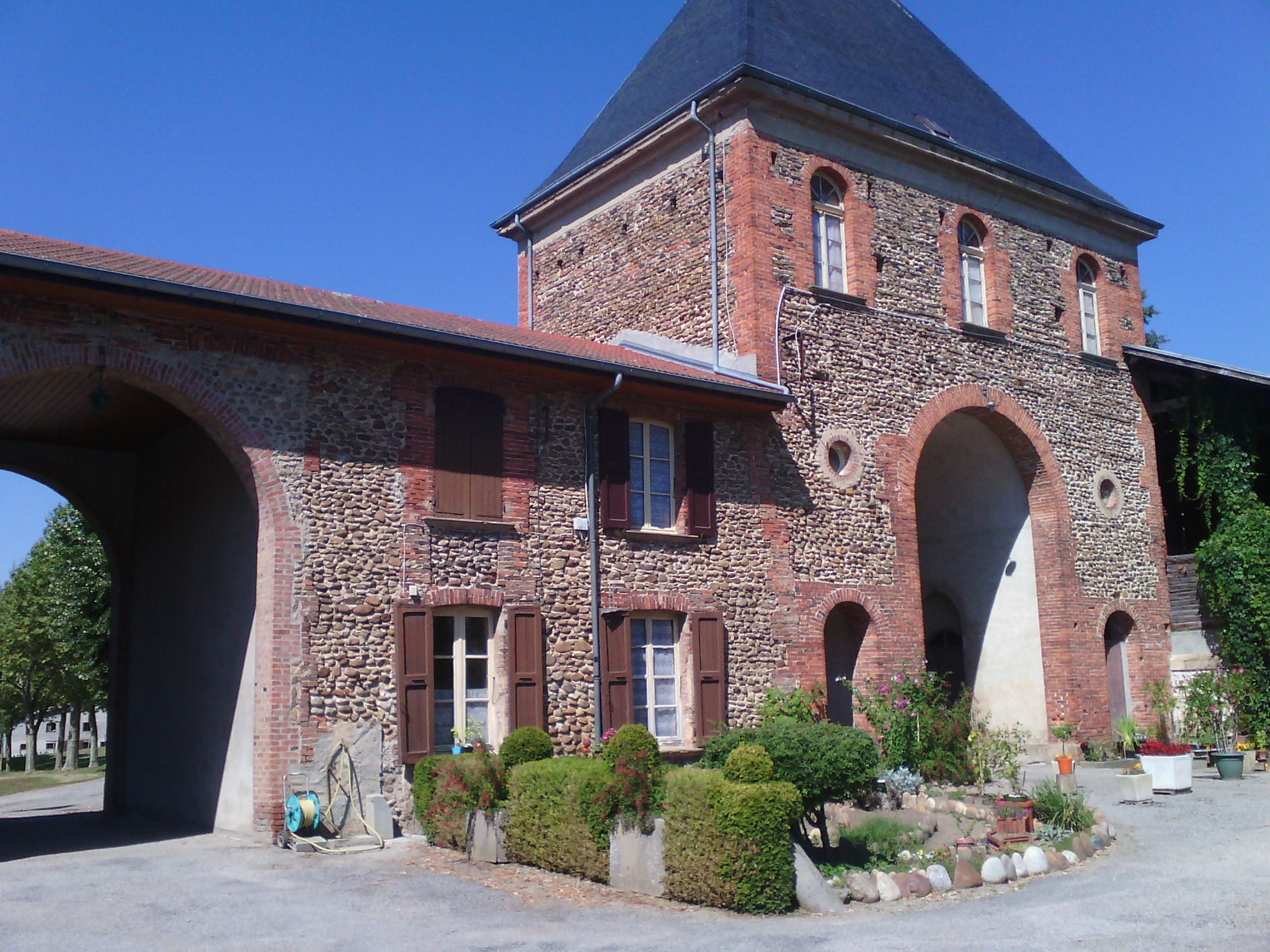
Portail d'entrée de l'abbaye de Chambarand.

### Abbaye de Chambarand
L'abbaye de Chambarand (avec un d) est un ancien monastère trappiste accueillant des religieuses cisterciennes située près de Roybon au cœur de la forêt domaniale sur le plateau, à 616 mètres d'altitude, bordée par un petit ruisseau dénommé le Galauret.
En 2013, la communauté compte trente-quatre sœurs mais celles-ci annoncent leur départ du plateau de Chambaran dans le courant de l'année 2019 et leur remplacement par une communauté de Bernardines.

### Château de Bressieux

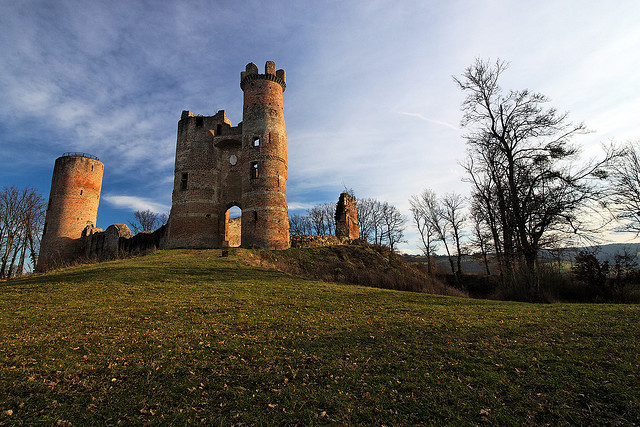
Ruines du Château de Bressieux

Situé aux limites septentrionales du plateau de Chambaran et dont le site du château des barons, puis des marquis de Bressieux marque les premiers contreforts, le château de Bressieux est l'un des principaux monuments locaux. 
En 2019, il ne subsiste plus que des ruines monumentales qui font l’objet d’un classement au titre des monuments historiques par arrêté du 16 août 1904.

### Camp militaire de Chambaran
La partie Nord-Ouest du plateau accueille depuis 1882 un camp militaire de 1 450 ha sur le territoire de la commune de Viriville. C'est d'abord au début du XXe siècle une zone d'expérimentation du canon de 75. Actuellement, le camp est un centre de formation militaire géré par le 7e bataillon de chasseurs alpins de Varces,.
En 2014, le camp a reçu le label Natura 2000, label attribué aux sites pilotes pour la protection de la biodiversité,.

### Église Saint-Pierre de Marnans

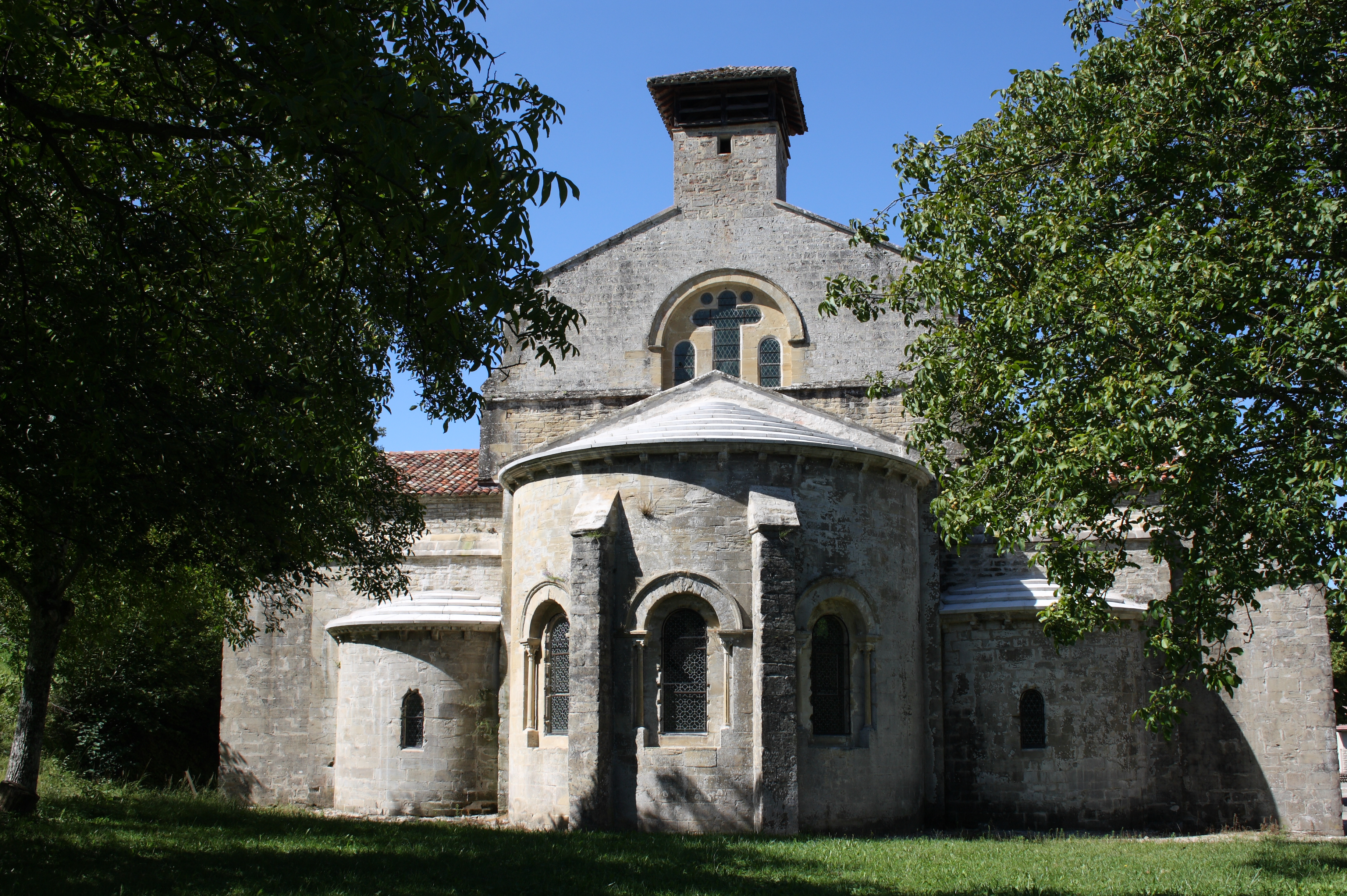
Église Saint-Pierre de Marnans

Considéré comme une des plus remarquables églises romanes du Dauphiné et ayant survécu aux attaques de l'armée du baron des Adrets durant les guerres de Religion, l'église Saint-Pierre, propriété d'une petite commune des Chambaran a très certainement été construite autour du XIe et XIIe siècles, est classée au titre des monuments historiques en 1846. 
Le plan et l'orientation de l'édifice du XIIe siècle sont de facture cistersienne. Placé au nord du bâtiment, le clocher comporte une flèche élancée en pierre à quatre pans et trois étages, le dernier étant percé de baies simples et géminées.

### Parc naturel de Chambaran

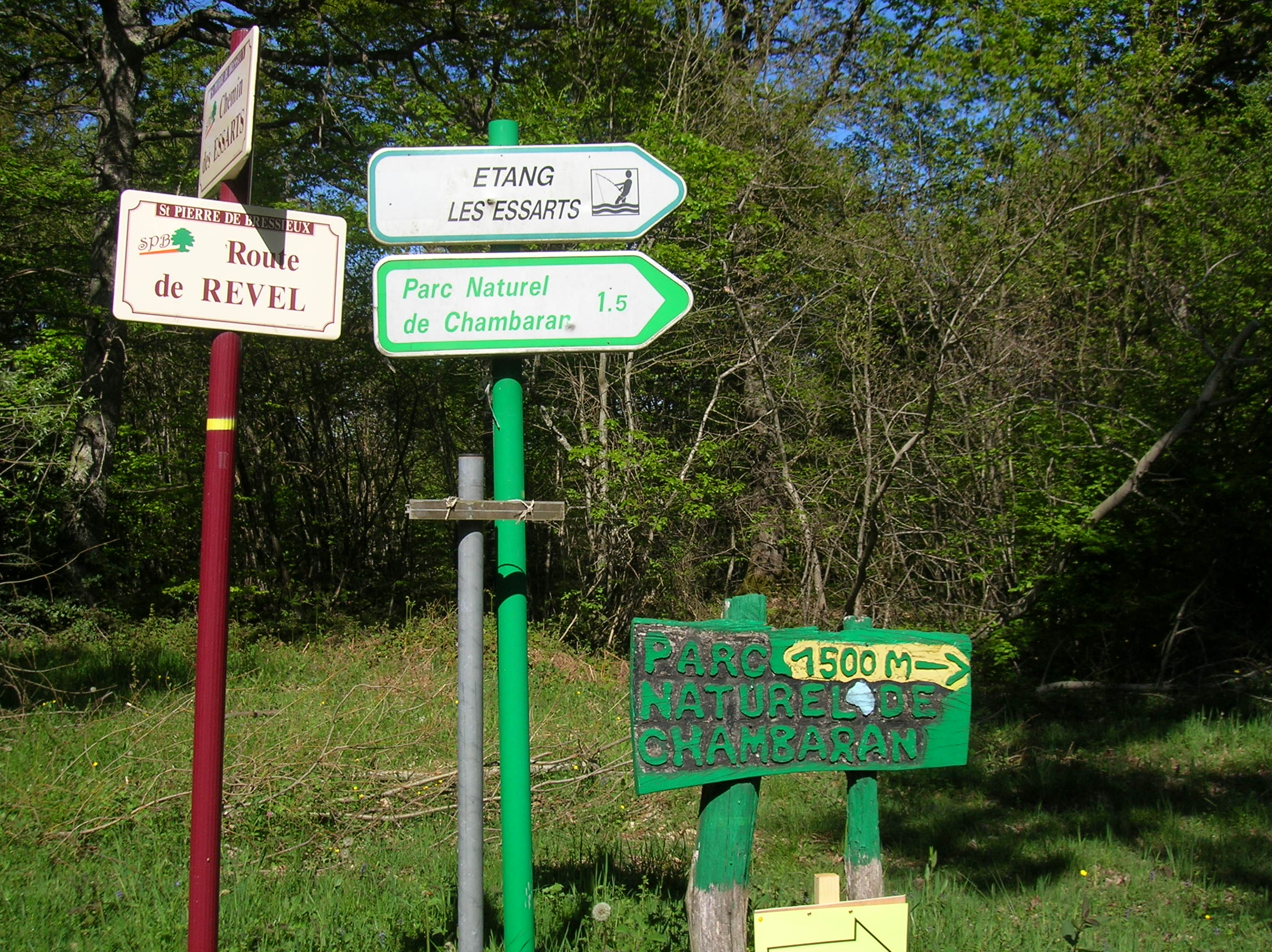
Panneaux dans la forêt indiquant la route du parc naturel de Chambaran.

Il s'agit d'un vaste parc naturel fermé (accès payant) d'une superficie de trois cents hectares et composé de quarante kilomètres d'allées et de sentiers permettant de découvrir de nombreuses espèces prise en charge par les gestionnaires de cet ensemble. Le visiteur peut y découvrir de nombreuses espèces d'animaux dont des cerfs, des daims, des mouflons, des chevreuils, des sangliers et de petits animaux de la forêt.

### Projet de Center Parcs
La société Center Parcs Europe, filiale du groupe Pierre & Vacances-Center Parcs, avait lancé un projet de construction d'un village de vacances sous la marque Center Parcs, dans le bois des Avenières, sur les hauteurs de Roybon.
Ce nouveau domaine, nommé Forêt de Chambaran, devait comprendre 1 000 cottages sur une superficie de 203 ha. La construction de ce vaste complexe touristique commencé en novembre 2014 devait être achevée en 2017. Ce projet a rencontré l'opposition de diverses associations de protection de la nature et de l’environnement, dont la FRAPNA Isère, qui dénonca, en s'appuyant sur le résultat d'une première enquête publique, l’impact néfaste de ce futur complexe touristique sur l’environnement de ce secteur boisé et de sa zone humide. Dès 2014  une ZAD se développa sur le site avant d'être démantelée en 2020.
Le 16 décembre 2016, la cour administrative d'appel de Lyon confirme l’illégalité de deux des trois arrêtés préfectoraux qui permettaient le démarrage des travaux. Le groupe Pierre & Vacances décide de se pourvoir auprès du Conseil d’État. Le 21 novembre 2018, le Conseil d'État casse l'arrêt de la cour administrative d'appel de Lyon qui avait annulé le 16 décembre 2016 l'arrêté préfectoral du 3 octobre 2014 autorisant la construction. Le dossier fut donc devoir être rejugé par la cour administrative d'appel de Lyon. Le groupe Pierre & Vacances-Center Parcs abandonne le projet en juillet 2020.

## Forêt de Chambaran

### La charte forestière des Chambaran
Les massifs forestiers du plateau sont essentiellement constitués de taillis de hêtres, de châtaignier commun et de chênes. Les terrains privés boisés représentent 85 % de la surface boisée et sont constitués de petites propriétés morcelées. Les forêts publiques représentent 15 % de la surface boisée. Les forêts domaniales couvrent 1 176 hectares sur quatre massifs. 
Il existe une charte forestière sur le massif. Cet outil d’animation et de développement de la filière forêt bois a été initié par les collectivités du massif de Chambaran en 2009. Elle cible les atouts et les faiblesses de la filière locale et met en place des actions pour y répondre. Ces actions concernent :  
- le devenir des peuplements et les évolutions environnementales ;
- la gestion, la mobilisation et la valorisation de la ressource en bois ;
- la conciliation des usages et la connaissance de la filière forêt-bois.

La charte forestière des Chambaran regroupe aujourd'hui 98 communes, soit près de 33 000 ha de forêts. Elle est composée des quatre intercommunalités suivantes :
- la communauté de communes Bièvre-Isère ;
- Saint-Marcellin Vercors Isère Communauté ;
- la communauté de communes Porte de DrômArdèche ;
- Valence Romans Agglo.

Quelques photos de la région de Chambaran
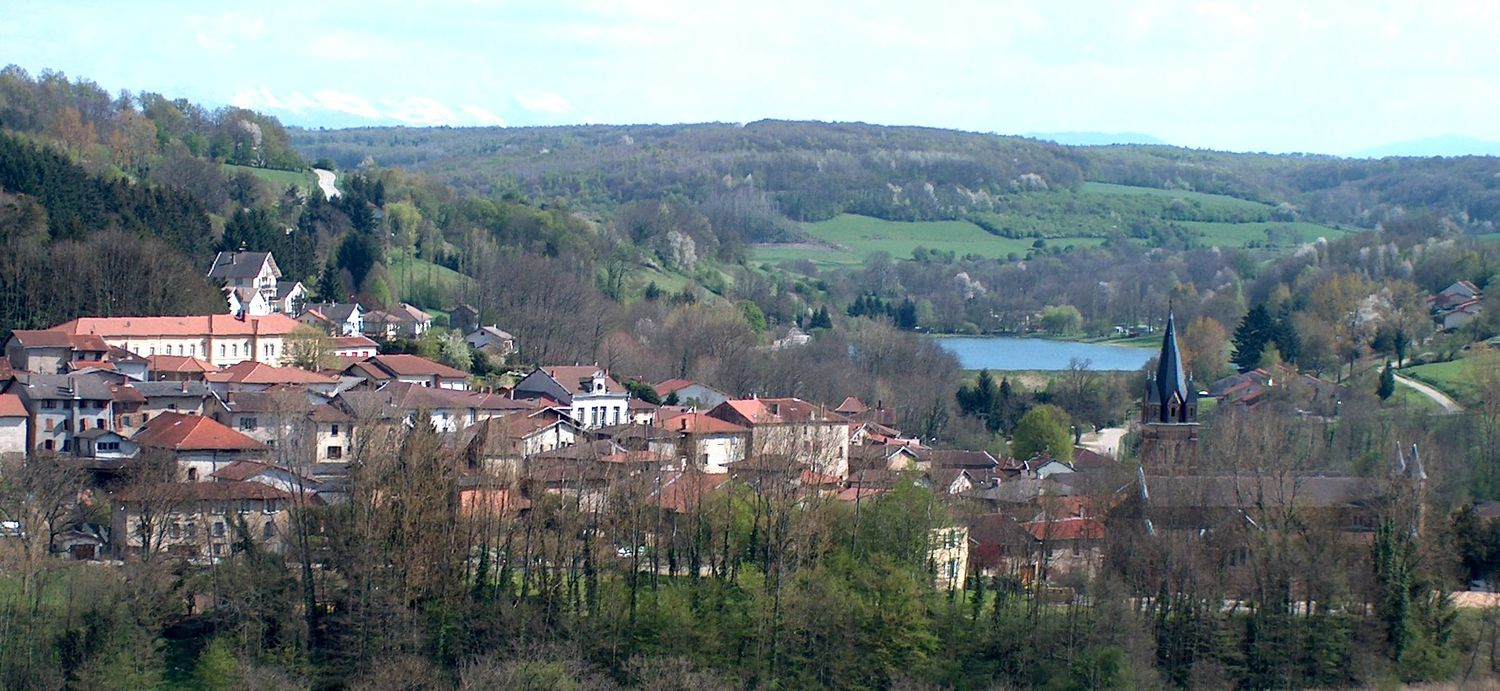
Autour de Roybon
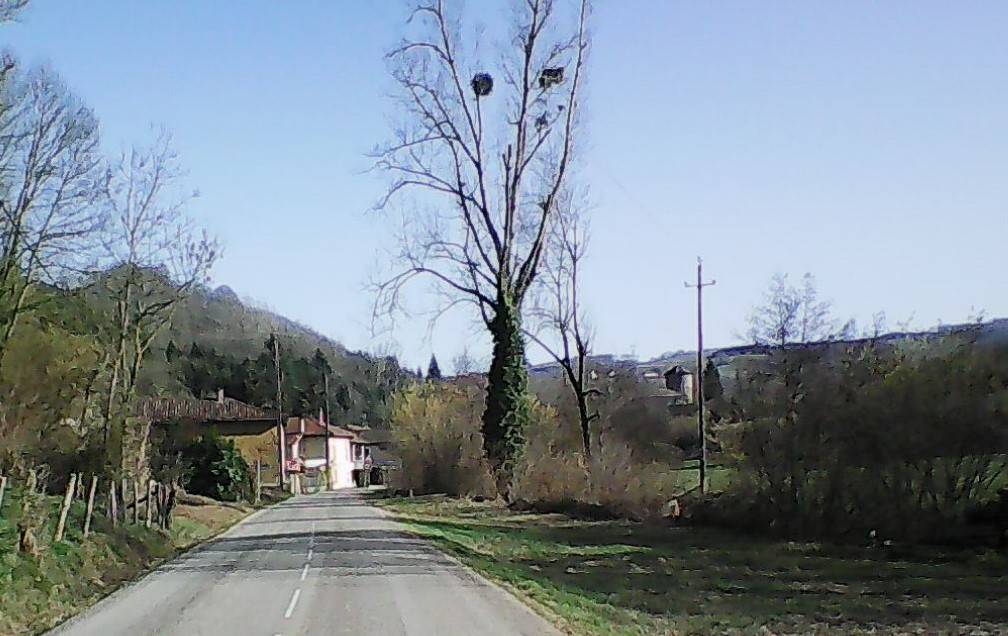
Autour de La Forteresse
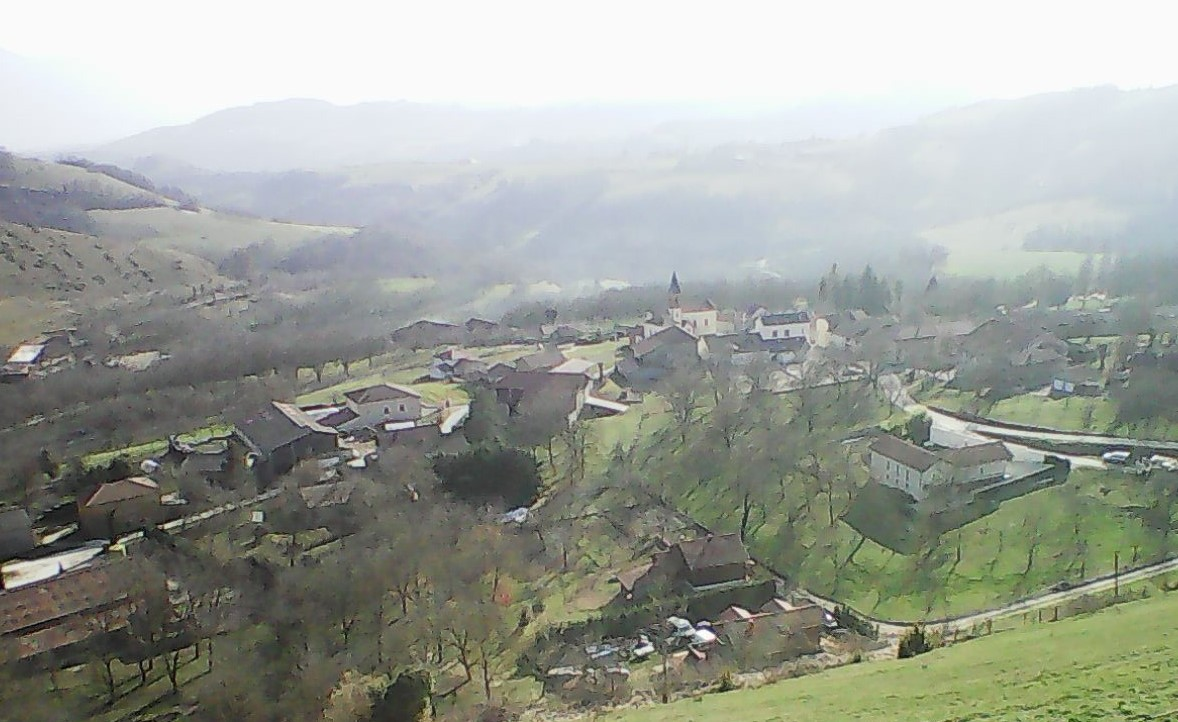
Autour de Quincieu
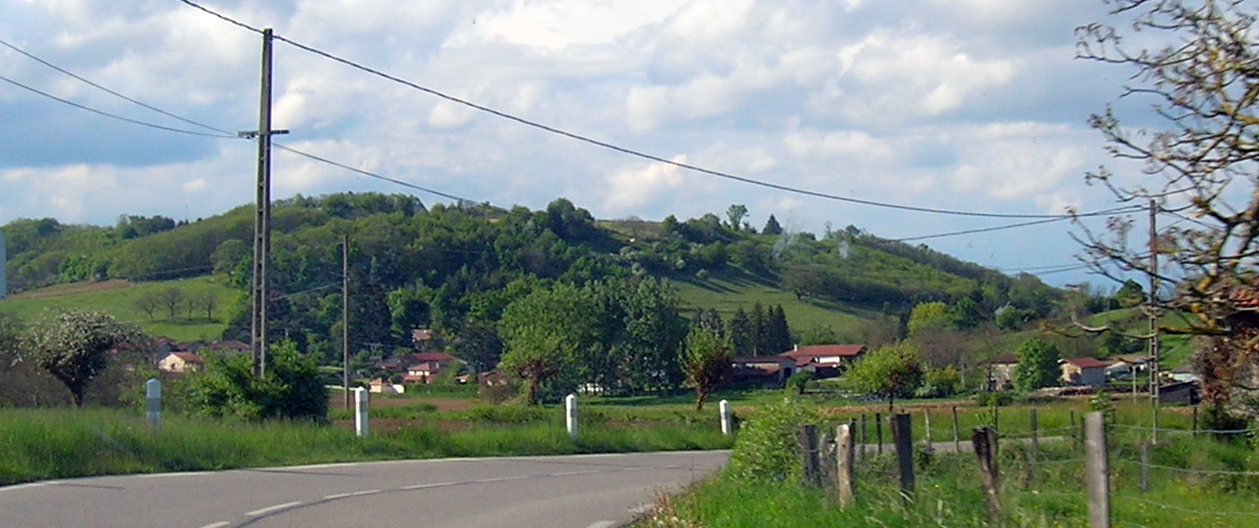
Autour de Bressieux